# Ruwer (fiume)
La Ruwer è un fiume tedesco che scorre nella Renania-Palatinato, Germania. È un affluente della Mosella nella quale sfocia presso Treviri.

## Affluenti
Gli affluenti principali del Ruwer sono:

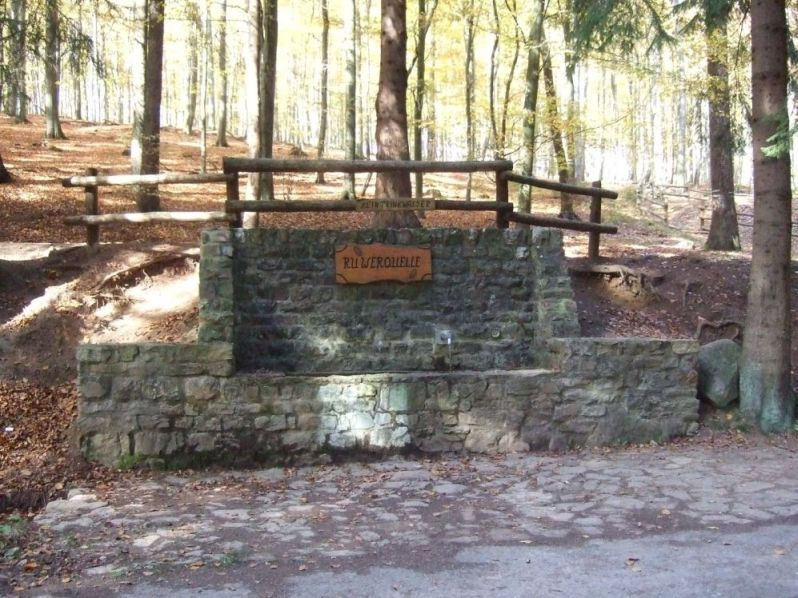
Sorgenti del Ruwer

- Alla destra orografica:
  - Riveris,
  - Entergraben
  - Rauruwer
  - Flonterbach
  - Lehbach
- Alla sinistra orografica:
  - Benninger Bach
  - Klinkbach
  - Großbach
  - Burkelsbach
  - Waldbach